# Bataille de Mansourah
Septième croisade
Batailles
- Damiette
- Mansourah
- Fariskur

La bataille de Mansourah (Massoure dans les textes anciens) est un épisode de la septième croisade, survenu en Égypte à proximité de Mansourah du 8 au 11 février 1250. Elle marqua un tournant dans l'expédition, avec l'échec de la prise de la ville.

## Campagne précédant la bataille
Après la prise de Damiette, les croisés hésitent entre aller prendre Alexandrie pour isoler l’Égypte, ou attaquer directement Le Caire. Cette option l’emporta quand les renforts amenés par Alphonse de Poitiers arrivèrent d'Europe. Les croisés progressent vers le sud à partir du 21 décembre 1249.
Mansourah était la seule ville protégeant Le Caire, aussi les Ayyoubides décidèrent de la défendre. Ils purent bloquer les croisés sur un bras du Nil qui protégeait Mansourah.

## Déroulement de la bataille
Pendant plus d’un mois, les croisés restent bloqués, toutes leurs tentatives de franchissement du bras du Nil, notamment par la construction d’une digue, échouent. À la faveur d’une complicité, l’armée franque franchit ce bras du Nil par un gué, le matin du 8 février 1250.
Malgré les conseils de prudence des Templiers, Robert d’Artois, qui commande l’avant-garde, est pressé par son ancien gouverneur Foucaut du Merle qui l'entraîne par la bride,. Ils se jettent sur les Turcs, suivis des Templiers du grand-maître Guillaume de Sonnac et des Hospitaliers de Jean de Ronay. Ils bousculent le petit corps gardant la rive. Sans attendre le gros de l’armée, Robert d’Artois exploite son avantage, entraînant à sa suite les Templiers, et traverse presque sans opposition le camp sarrasin. L’émir Kahreddin est tué. Les croisés entrent par surprise à l’intérieur de Mansourah et se répandent dans la ville, quand les mamelouks turcs, qui s’étaient repliés, sont repris en main par leur chef Baybars (Baybars l’Arbalétrier). Les assaillants sont tous massacrés, dont le comte de Salisbury, Raoul de Coucy et Robert d'Artois. Seuls quelques chevaliers, dont Guillaume de Sonnac qui y perd un œil, s'en sortent vivants.
En arrière, le gros de l’armée croisée affronte les Sarrasins dès sa traversée du fleuve et réussit à repousser la cavalerie adverse qui l’avait contre-attaquée,. Dès le lendemain (9 février), Baybars attaque les croisés qui résistent et installent leur camp devant Mansourah.
Une nouvelle bataille générale a lieu le 11 février. Les mamelouks utilisent du feu grégeois. Si Charles d’Anjou est sauvé de la capture par Saint-Louis, qui remporte la victoire, Guillaume de Sonnac et Jean de Ronay sont tués.

## L’après-bataille
Saint-Louis décide de négocier. Début mars, il se dit prêt à accepter la proposition faite en 1249 par le sultan Malik al-Salih Ayyoub de rendre Damiette en échange de Jérusalem. Mais le nouveau sultan al-Mu'adham, qui vient d’arriver en Égypte, refuse. À la mi-mars, les galères égyptiennes détruisent ou capturent les nefs de la flotte franque, coupant toute retraite vers Damiette.
Le 6 avril 1250, lors de la bataille de Fariskur, le roi et une grande partie de son armée sont alors fait prisonniers tandis que les malades et les blessés sont massacrés par les musulmans. Ce désastre apparent est cependant minoré par le sens politique du roi français. La reine Marguerite rassemble en un temps record la rançon exigée par Baybars de 400 000 besants (200 000 livres). Le roi est libéré au bout d'un mois.